# Sebastian Strasser

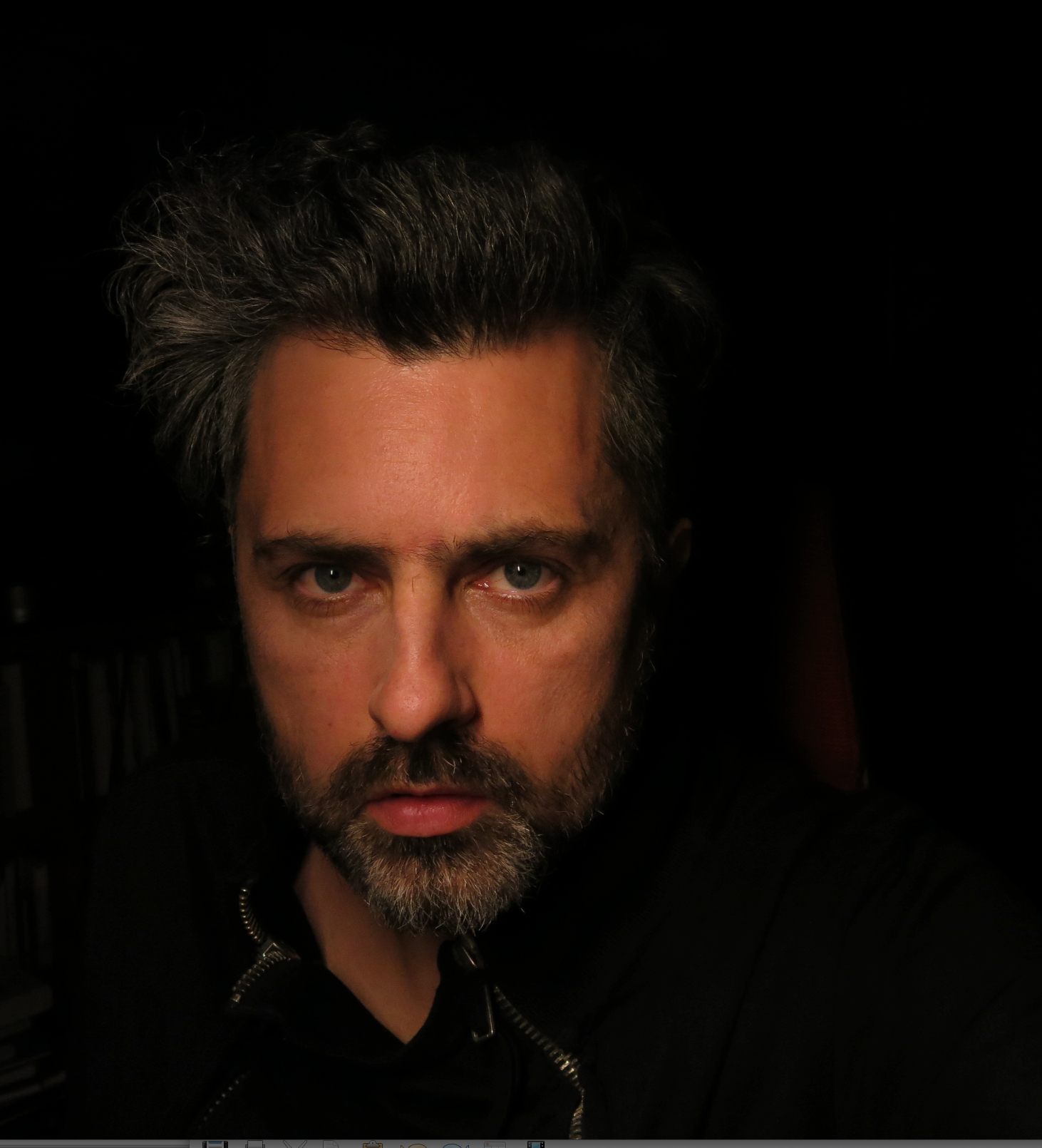
Sebastian Strasser (2013)

Sebastian Strasser (geb. 6. November 1967 in Hermannstadt, Rumänien) ist ein deutsch-rumänischer Filmregisseur.

## Leben und Werk
Strasser wurde in Siebenbürgen geboren. Seine Eltern sowie sein Großvater Ottmar Strasser waren Theaterschauspieler. Ab seinem sechsten Lebensjahr wirkte er als Schauspieler in Theaterproduktionen mit. Er lebte später in Timișoara und Bukarest. Sein Abitur absolvierte er am deutschen Goethe-Kolleg in Bukarest. Im Jahr 1988 übersiedelte er nach Deutschland, wo er später Film und Fernsehen an der Kunsthochschule für Medien Köln studierte und als Redakteur und Autor für den WDR arbeitete. Nach diesem Studium arbeitete er bei der ARD als Autor und Journalist für die politischen Sendungen ZAK und Privatfernsehen mit Friedrich Küppersbusch.
Seit 1998 ist Strasser als Regisseur für Werbefilme tätig. Im November 1999 zog er nach London, wo er sowohl für deutsche und britische Kunden wie Mastercard, Commerzbank, Wüstenrot & Württembergische oder Microsoft arbeitete. 2001 drehte er einen Werbespot für Coca-Cola, der ihm zum Durchbruch verhalf. Der DDB-Werbespot Kids on Steps für Volkswagen, bei dem Strasser 2005 Regie führte, wurde im Jahr 2015 vom Gunn Report unter die 20 besten Werbespots des 21. Jahrhunderts gewählt. 2005 wurde sein erster Kurzfilm Happy End mit Matthias Schweighöfer und Katharina Schüttler in der Sektion „Perspektive Deutsches Kino“ auf der Berlinale 2005 gezeigt.
Im Jahr 2013 bekam Strasser Aufmerksamkeit für einen Werbefilm für Vodafone, den er zusammen mit der Agentur Jung von Matt entwickelte. 2016 stieg er in das von Christiane Dressler gegründete Werbefilmproduktionsunternehmen Anorak in Berlin ein. Im selben Jahr zog er mit seiner Familie nach Los Angeles, um dort an Filmprojekten zu arbeiten. 2018 drehte er in seinem Geburtsort für Mercedes-Benz einen Werbespot über Bertha Benz. Unter seinen filmischen Projekten ist etwa der 18-minütige Kurzfilm Apparat mit Ulrich Thomsen and Ayelet Zurer.

## Ehrungen und Auszeichnungen
Strasser hat für seine Regiearbeiten in der Werbung über 250 internationale Preise bekommen, unter anderem 20 Löwen in Cannes und einige Auszeichnungen weltweit. Er rangierte 2005 im Gunn-Report-Ranking „Most Awarded Directors in the World“ unter den Top 20 (Platz 13) der weltbesten Werberegisseure.